# Tim Freitag
Tim Freitag ist eine Indie-Rock-Band aus Zürich.

## Geschichte
Tim Freitag wurde 2011 von Janick Pfenninger (* 1986), Lorenzo Demenga (* 1983), Severin Graf (* 1982) und Nicolas Rüttimann (* 1984) in Zürich gegründet. Der Bandname geht auf die Todesanzeige eines Tim Freitag zurück, die Frontmann Pfenninger in einer Tageszeitung per Zufall entdeckte. 2012 veröffentlichte die Band auf Spotify ihre erste Single Another Heart Has Lost Its Place mit der B-Side Baby I’ll Go.
Bis 2013 war Tim Freitag vor allem in der Stadtzürcher Indie-Szene ein Begriff. Von 2013 bis 2017 pausierte die Band, da Sänger Janick Pfenninger verschiedene Auslandsaufenthalte absolvierte, u. a. in New York, was ihm durch ein Förderstipendium der Stadt Zürich ermöglicht wurde.
2017 wagte die Band mit Daniel Gisler (* 1981) als zusätzliches Mitglied einen Neustart. Die im Oktober 2017 veröffentlichte Single Bruises brachte Tim Freitag erstmals auch im Ausland Airplay ein. Seither hat die Band über 100 Konzerte gespielt, auch an grossen Veranstaltungen wie Moon&Stars in Locarno oder in Lokalitäten wie der Roten Fabrik oder dem Kaufleuten. Die im März 2018 veröffentlichte Single Hold On brachte Tim Freitag bislang über 1'000'000 Plays ein.
Am 13. März 2020 veröffentlichten Tim Freitag ihr erstes Album mit dem Titel Monsters Forever. Aufgrund der behördlichen Massnahmen rund um das Corona-Virus musste die im Kaufleuten vorgesehene Plattentaufe abgesagt werden. Sie wurde stattdessen live im Studio von Radio SRF3 durchgeführt, was in der Schweiz bis dato ein Novum war. Im März 2020 wurden Tim Freitag zum «SRF 3 Best Talent» gewählt.
Tim Freitag sind für ihre aufwendig erstellten Musikvideos bekannt. So wurde unter anderem das Musikvideo zu Tip Toe für sechs internationale Filmfestivals nominiert, u. a. für die London Independent Film Awards 2019 und das Brisbane Backyard Film Festival 2019. Tim Freitag haben prominente Fans, die sich öffentlich für die Band aussprechen, so z. B. Boris Blank von Yello oder die Politikerin Chantal Galladé.

## Mitglieder
Tim Freitag bestehen aus Janick Pfenninger (Gesang und Gitarre), Nicolas Rüttimann (Gitarre), Severin Graf (Bass), Lorenzo Demenga (Schlagzeug) und Daniel Gisler (Keyboard und Synthesizer). Graf und Gisler sind vollamtliche, ausgebildete Musiker. Pfenninger, Demenga und Rüttimann sind nebenberuflich als Applikationsentwickler, Musiklehrer und Schulleiter tätig.
Neben Tim Freitag spielen alle Bandmitglieder auch in anderen etablierten Schweizer Bands. So ist z. B. Graf Bassist bei Kunz, Dodo und Marc Sway und Gisler Keyboarder bei Hecht und Michael von der Heide. Pfenninger ist neben Tim Freitag mit seinem Singer-Songwriter-Duo Two Face Twin unterwegs.

## Diskografie
Alben
- Monsters Forever (März 2020)

Singles
- Bruises (Oktober 2017)
- Hold On (März 2018)
- The Wave (Juni 2018)
- By Your Side (September 2018)
- Tip Toe (April 2019)